# Ламберон
Ламберо́н (греч. Λαμπερόν) — это горное село в Греции. Оно находится в 25 км от города Кардица. Административно относится к общине Лимни-Пластира в периферийной единице Кардица в периферии Фессалия. Высота над уровнем моря 740 м. Согласно переписи 2011 года население насчитывает 235 человек, которые занимаются сельским хозяйством, пчеловодством и животноводством.
До 1928 года (ΦΕΚ 81Α) называлось Титайи (греч. Τιτάγι).
В 2 км к северу от села, на берегу водохранилища Тавропос, находится поселение Айос-Атанасиос, сильно разросшийся в последние годы за счёт туристического бизнеса и являющийся центром туризма на восточном берегу водохранилища Тавропос.
В 4 км от Айос-Атанасиоса находится монастырь Петра.

## Сообщество Ламберон
Сообщество Титайи (Κοινότητα Λαμπερού) создано в 1912 году (ΦΕΚ 260Α), в 1928 году (ΦΕΚ 81Α) переименовано в Ламберон (Κοινότητα Λαμπερού). В сообщество входит село Айос-Атанасиос. Население 559 человек по переписи 2011 года. Площадь 21,545 км².
| Наименование   | Население (2011), человек |
| -------------- | ------------------------- |
| Айос-Атанасиос | 324                       |
| Ламберон       | 235                       |

## Население
| Год  | Население, человек |
| ---- | ------------------ |
| 1991 | 127                |
| 2001 | 101                |
| 2011 | ↗ 235              |